# Bulgarisch-osttimoresische Beziehungen
Die bulgarisch-osttimoresischen Beziehungen beschreiben das zwischenstaatliche Verhältnis von Bulgarien und Osttimor.

## Geschichte
Bulgarien und Osttimor nahmen am 21. Januar 2003 diplomatische Beziehungen auf. Bulgarien stellte Personal für die Unterstützungsmission der Vereinten Nationen in Osttimor (UNMISET).
2025 besuchte Osttimors Staatspräsident José Ramos-Horta Bulgarien und vereinbarte weitreichende Kooperationen bei Gesundheit, Landwirtschaft und Technologie. Osttimoresische Medizinstudenten sollen in Bulgarien studieren und Offiziere die bulgarische Marineakademie besuchen.

## Diplomatie

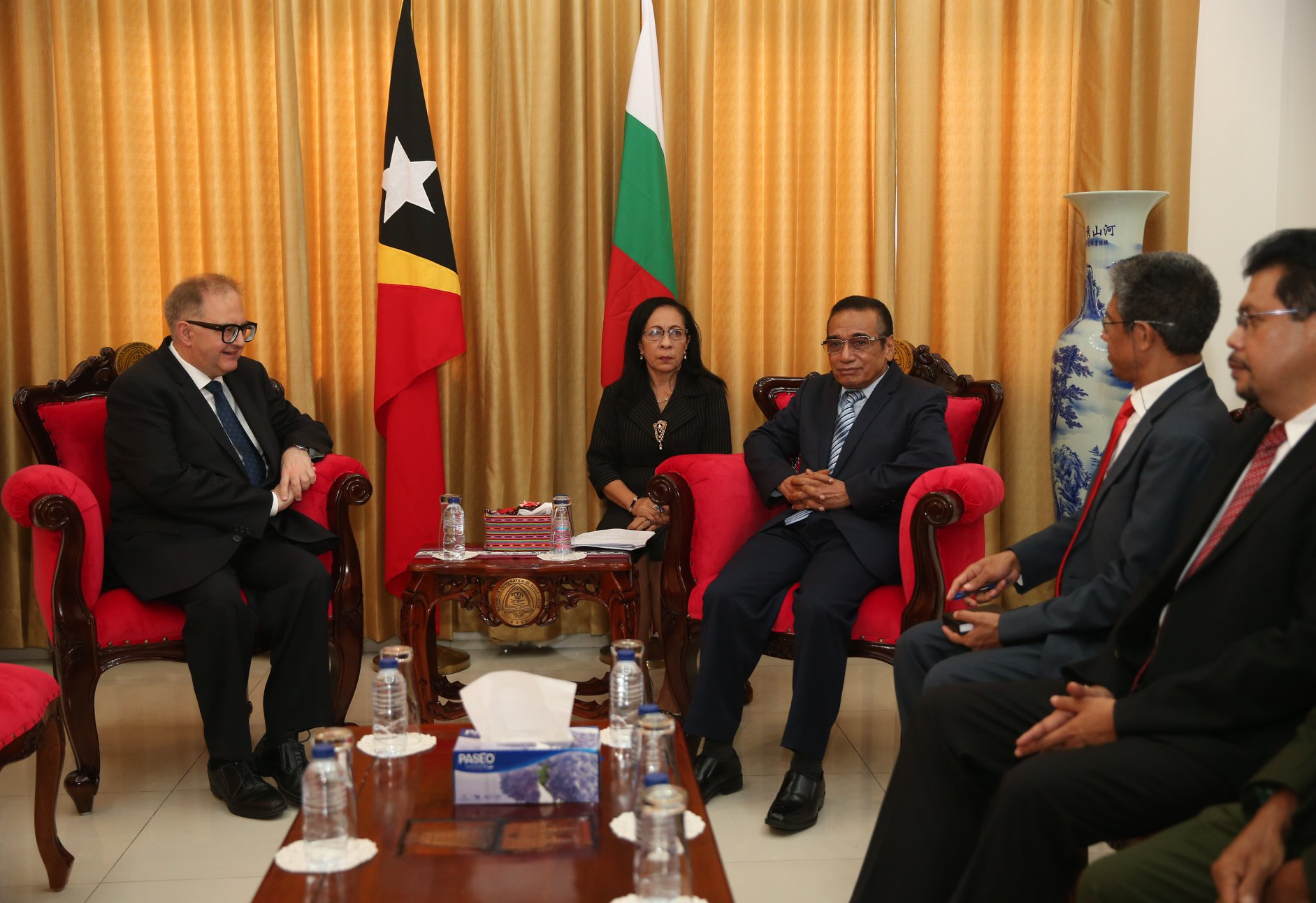
Bulgariens Botschafter Petar Andonow beim osttimoresischen Staatspräsident Francisco Guterres (2020)

Die beiden Staaten verfügen über keine diplomatische Vertretungen im jeweils anderen Land. Die konsularische Betreuung für Bulgarien in Osttimor übernimmt die Botschaft im indonesischen Jakarta.

## Wirtschaft
Für 2018 gibt das Statistische Amt Osttimors keine Handelsbeziehungen zwischen Osttimor und Bulgarien an.

## Entwicklungszusammenarbeit
Im Rahmen des Dabei-Projekts sind Bulgarien und Osttimor Dabei-Partner.

## Einreisebestimmungen
Staatsbürger Osttimors sind von der Visapflicht für Bulgarien, wie bei den Schengenstaaten, befreit. Auch bulgarische Staatsbürger genießen Visafreiheit in Osttimor.